# Valero Energy
Valero Energy Corporation — американская нефтяная компания со штаб-квартирой в Сан-Антонио, штат Техас; осуществляет нефтепереработку и продажу нефтепродуктов в США, Канаде, Великобритании и Латинской Америке. В списке крупнейших компаний мира Forbes Global 2000 за 2022 год заняла 367-е место (65-е по размеру выручки, 1173-е по чистой прибыли, 654-е по активам и 397-е по рыночной капитализации).

## История
Valero выделена в самостоятельную компанию в 1980 году из Coastal States Gas Corporation, унаследовав от неё сеть газопроводов по снабжению газом городов Техаса. Компания была названа по Миссии Сан-Антонио-де-Валеро, из которой развился город Сан-Антонио.
В 1981 году компания приобрела небольшой НПЗ в Корпус-Кристи. В 1985 году — НПЗ в Нью-Джерси. В 1997 году газопроводный бизнес был продан и было куплено ещё три НПЗ. В 2000 году Valero приобрела у ExxonMobil в Калифорнии НПЗ и 350 АЗС, а в 2001 году приобрела Ultramar Diamond Shamrock. Это позволило Valero объединить в единую сеть более 4700 АЗС в США, Канаде и странах Карибского бассейна, а также добавило ещё 6 НПЗ и контроль над трубопроводом протяжённостью более 11,5 тыс. км. и 57 терминалами нефтепродуктов. В 2005 году компания поглотила Premcor Inc. за $8 млрд и стала крупнейшим переработчиком нефти в США. В том же году компания приобрела 72 АГЗС. В 2011 году у Chevron был куплен НПЗ в Пембруке (Великобритания) и другие британские активы, включающие тысячу АЗС. В 2013 году сеть АЗС была выделена в компанию CST Brands, в 2017 году поглощённую канадской компанией Alimentation Couche-Tard.

## Деятельность
По данным на 2021 год компания владела 15 НПЗ совокупной производительностью 3,15 млн баррелей нефти в сутки; 6 из них находятся в Техасе, по два в Калифорнии и Луизиане, по одному в Оклахоме и Теннесси, также имеются в Канаде (Квебек) и Великобритании (Пембрук, Уэльс). Кроме этого, у компании есть завод по производству биодизеля в Луизиане и 12 заводов по производству этанола из кукурузы (в штатах Айова, Индиана, Миннесота, Небраска, Южная Дакота и Огайо). У компании имеется инфраструктура для транспортировки нефти и нефтепродуктов: сеть нефтепроводов, терминалы, цистерны и танкеры.
Под брендом Valero работает 7000 АЗС, однако они независимы от компании и действуют на правах франчайзинга. Брендами компании являются Valero, Beacon, Diamond Shamrock и Shamrock в США, Ultramar в Канаде, Texaco в Великобритании и Ирландии, Valero в Мексике.
Основные подразделения по состоянию на 2021 год:
- Нефтепереработка — выручка 106,9 млрд долларов;
- Биодизель — выручка 1,9 млрд долларов;
- Этанол — выручка 5,2 млрд долларов.

Выручка за 2021 год составила 114,0 млрд долларов, из них 82,9 млрд пришлось на США, 6,6 млрд — на Канаду, 13,3 млрд — на Великобританию и Ирландию, 11,1 млрд — на Мексику, Перу и другие страны.
|                | 2009   | 2010  | 2011  | 2012  | 2013  | 2014  | 2015  | 2016  | 2017  | 2018  | 2019  | 2020   | 2021  |
| -------------- | ------ | ----- | ----- | ----- | ----- | ----- | ----- | ----- | ----- | ----- | ----- | ------ | ----- |
| Оборот         | 64,60  | 82,23 | 126,0 | 139,3 | 138,1 | 130,8 | 87,80 | 75,66 | 93,98 | 117,0 | 108,3 | 64,91  | 114,0 |
| Чистая прибыль | -0,273 | 0,923 | 2,096 | 2,080 | 2,728 | 3,775 | 4,101 | 2,417 | 4,156 | 3,353 | 2,422 | -1,421 | 0,930 |
| Активы         | 35,57  | 37,62 | 42,78 | 44,48 | 47,26 | 45,36 | 44,23 | 46,17 | 50,16 | 50,16 | 53,86 | 51,77  | 57,89 |